# Le Faiseur de théâtre
Le Faiseur de théâtre (Der Theatermacher en allemand) est une pièce de théâtre de Thomas Bernhard créée au Festival de Salzbourg en 1985.

## Résumé
La pièce raconte l'histoire d'un acteur du théâtre national, Bruscon, qui s'arrête dans le petit village d'Utzbach pour jouer sa pièce "Das Rad der Geschichte" ("La Roue de l'Histoire") en tournée. Toute sa famille (sa femme, son fils et sa fille) joue dans la pièce.
Au début, Bruscon discute avec le propriétaire de l'auberge où la pièce doit se dérouler, insistant pour que les pompiers du village autorisent l'extinction de l'éclairage de secours à la fin de la pièce. Bruscon se plaint de l'humidité de la pièce, de sa peur de voir un plancher percer et du fait qu'Utzbach semble trop petit pour son travail "exceptionnel". De plus, il apprend par le propriétaire que le jour de la représentation coïncide avec le célèbre "Blutwursttag" (jour du boudin noir) du village et que, par conséquent, de nombreux habitants n'auront pas le temps de voir la pièce.
Alors qu'il répète la pièce avec ses enfants et sa femme, qui semble avoir un rhume, le dramaturge Bruscon se révèle être un véritable tyran. Il insulte sans cesse le talent théâtral des autres, met en avant son propre grand talent et exige d'être servi par les autres. Il se retrouve souvent empêtré dans des déclarations contradictoires sans s'en rendre compte. Il dit par exemple au fils : "Tu es ma plus grande déception, tu le sais, mais tu ne m'as jamais déçu, tu es mon serviteur utile." Le seul moment de la répétition où la famille échappe aux tirades de Bruscon est lorsqu'ils mangent ensemble la spécialité de soupe locale, que Bruscon avait expressément commandée au propriétaire au début.
La pièce de Bruscon, dans laquelle il dit que toutes les comédies sont incluses, tourne finalement mal. Après un violent coup de tonnerre au début de la représentation, les spectateurs quittent l'auberge car un éclair a frappé l'auberge et il pleut à travers le toit de la salle. Bruscon reste sous la pluie profondément déçu.